# Asymmetron lucayanum
Asymmetron lucayanum Andrews, 1893 è una specie di cefalocordato, una delle 2 specie che compongono il genere Asymmetron.

## Descrizione
Asymmetron lucayanum è caratterizzato dalla piega mediana della pinna caudale che si estende oltre l'ultimo miotomo, essendo questo lungo e stretto.  La notocorda si estende attraverso il processo urostiloide fino quasi all'estremità. Il suo colore è biancastro o giallo pallido.  La lunghezza del corpo può variare tra 19 e 22 mm.

## Distribuzione e habitat
Questa specie è stata segnalata per l'Oceano Atlantico, l'Oceano Indiano,  e il Pacifico occidentale. Nella regione occidentale dell'Atlantico è presente dalle Bermuda, alle Bahamas,, nelle isole Keys della Florida (Stati Uniti), dal Venezuela, sino al Pernambuco in Brasile. Sulla costa dell'Oceano Pacifico è stato segnalato in Costa Rica sulle isole Cocos.
Abita sui terreni con fondali sabbiosi poco profondi, solitamente sepolti nella sabbia, sebbene possa essere trovato a nuotare in superficie.